# مهرجان أنغولم الدولي للقصص المصورة
مهرجان أنغولم الدولي للقصص المصورة (بالفرنسية: Festival international de la bande dessinée d'Angoulême)‏ هو ثاني أكبر مهرجان للقصص المصورة في أوربا، وثالث أكبر مهرجان في العالم. يقام كل عام منذ 1974 في أنغوليم، فرنسا، بداية كل عام.